# 韓王安
韓王安（かんおう あん）は、中国の戦国時代の韓の最後の君主（在位：紀元前238年 - 紀元前230年）。姓は姫、氏は韓、諱は安。桓恵王の子。 

## 生涯
桓恵王34年（紀元前239年）、桓恵王が薨去すると、後を嗣いで韓王となった。
韓王安5年（紀元前234年）、秦の攻撃を受け、兄弟である公子の韓非を使者として秦に派遣したが、誅殺された。
韓王安8年（紀元前231年）、南陽の地を秦に割譲した。
韓王安9年（紀元前230年）、内史騰率いる秦軍が韓に攻め込み、韓王安は捕虜とされた。これにより、韓は滅亡し、潁川郡として秦の統治下に置かれた（韓攻略）。
秦王政21年（紀元前226年）、死没。韓の旧都の新鄭で韓の元貴族たちによる反乱が起きたが、秦軍に鎮圧され、このとき韓王安は処刑されたと見られる。もしくは韓王安の死後、新鄭で反乱が起こった。

## 参考書籍
- 『史記』韓世家第十五
- 『睡虎地秦墓竹簡』編年紀